# Carebaco-Meisterschaft 2011
Die Carebaco-Meisterschaft 2011 im Badminton fand vom 31. August bis zum 3. September 2011 in Wildey, St. Michael, auf Barbados statt.

## Sieger und Platzierte
| Disziplin    | Gold                                    | Silber                        | Bronze                             |
| ------------ | --------------------------------------- | ----------------------------- | ---------------------------------- |
| Herreneinzel | Howard Shu                              | Rodolfo Ramírez               | Charles Pyne                       |
| Herreneinzel | Howard Shu                              | Rodolfo Ramírez               | Gareth Henry                       |
| Dameneinzel  | Lohaynny Vicente                        | Luana Vicente                 | Daneysha Santana                   |
| Dameneinzel  | Lohaynny Vicente                        | Luana Vicente                 | Sabrina Scott                      |
| Herrendoppel | Virgil Soeroredjo Mitchel Wongsodikromo | Nelson Javier Alberto Raposo  | Luíz dos Santos Alex Tjong         |
| Herrendoppel | Virgil Soeroredjo Mitchel Wongsodikromo | Nelson Javier Alberto Raposo  | Andre Padmore Kevin Wood           |
| Damendoppel  | Lohaynny Vicente Luana Vicente          | Mariama Eastmond Shari Watson | Sabrina Scott Tamisha Williams     |
| Damendoppel  | Lohaynny Vicente Luana Vicente          | Mariama Eastmond Shari Watson | Daneysha Santana Genesis Valentin  |
| Mixed        | Mitchel Wongsodikromo Crystal Leefmans  | Gareth Henry Geordine Henry   | Nelson Javier Berónica Vivieca     |
| Mixed        | Mitchel Wongsodikromo Crystal Leefmans  | Gareth Henry Geordine Henry   | Dylan Darmohoetomo Rugshaar Ishaak |
| Teams        | Suriname                                | Barbados                      | Curaçao                            |